# پایگاه سپاه تفنگداران دریایی کوانتیکو
مارین کور بیس کوانتیکو (به انگلیسی: Marine Corps Base Quantico) یک منطقهٔ مسکونی در ایالات متحده آمریکا است که در شهرستان پرنس ویلیام، ویرجینیا واقع شده‌است. دانشگاه سپاه تفنگداران دریایی و فرماندهی توسعه رزمی سپاه تفنگداران دریایی در این پایگاه قرار دارد.